# Rage noire
Rage noire (titre original : Child of Rage) est le dernier roman policier de Jim Thompson, paru en 1972.  Rage noire, le plus amer des romans de Jim Thompson, a encore la capacité de choquer ses lecteurs plusieurs années après sa publication en raison de passages sexuellement explicites.
La traduction française, signée Frank Reichert, est publiée dans la collection Rivages/Noir en 1988.

## Résumé
Allen est un garçon de 18 ans élevé seul par sa mère.  Blâmant Allen de sa condition de prostituée et de sa vie gâchée, sa mère l’abuse sexuellement depuis son plus jeune âge.  Au cours des années, le garçon, qui possède une intelligence supérieure, est devenu terriblement cynique et en colère.  
À sa nouvelle école, il rencontre un couple de frère et sœur d’une famille bourgeoise de New York et imagine une façon de prendre une revanche sur les membres de cette famille pour les problèmes qu’il rencontre.  
Incapable de s’impliquer sexuellement avec les jeunes filles, Allen ressent du plaisir à les humilier.  
Enfin, il trouve une façon de rendre coup pour coup : d'abord, les sévices de sa mère, mais également l'autorité du directeur de l’école qui lui tombe sur les nerfs parce qu’il ne peut pas comprendre la supériorité intellectuelle d'Allen.

## Personnages
Allen Smith : fils d’une prostituée.  Sa mère ne lui a jamais dit qu’elle était une prostituée.  Allen souffre profondément parce que sa mère l’abuse physiquement et psychologiquement.
Mary Smith : mère d’Allen.  Prostituée de « première classe ».  Mary a eu Allen quand elle était adolescente et a été ennuyée pas sa naissance (son erreur) dès le départ.  Elle n’est toujours pas certaine de qui est le père.  En élevant Allen, elle lui a fait des choses pour induire en lui une aversion des femmes autres qu’elle-même tout en se refusant à lui.
Josie Blair : fille d’un policier.  La mère de Josie était une femme de chambre qui a vécu avec un policier et qui est par la suite devenue enceinte de lui.  Josie est une étudiante intelligente.  Elle a le coup de foudre pour Allen en dépit de son comportement désagréable envers elle et se reconcilie avec lui.
M. Blair : sergent-détective.  Père protecteur de Josie.  M. Blair est témoin d’Allen qui renverse accidentellement un landau causant la mort du bébé d’un voisin.  Il peut donc protéger Allen des poursuites.
Steve et Lisbeth Hadley : frère et sœur incestueux venant d’une famille bourgeoise.  Steve et Lisbeth sont snobs et regardent de haut les autres qu’ils considèrent de statut inférieur.  Sachant qu’Allen a une mère de bon statut social, ils essaient de cultiver son amitié, ce qui a pour conséquence de révéler à leur père leurs habitudes incestueuses.
Dr S. J. Hadley : père de Steve et Lisbeth Hadley.  Irrité de son épouse, dont les qualifications et la déférence chirurgicales lui ont permis de devenir médecin lui-même, il l’a détruite psychologiquement au cours de leurs années de mariage.
Dan « Doozy » Rafer : étudiant.  Tient des croyances révolutionnaires confuses, fera les frais d’un des plans de Allen.
Paule Velie : directeur d’école.  A une liaison avec Josie Blair qui le mènera à se prendre une raclée.

## Particularités du roman et thèmes abordés
Dans le roman, l'association explicite d'Allen Smith avec le Christ est peu commune et provocatrice : elle accorde au roman un caractère en partie surréaliste. En infligeant la douleur et la punition à des personnes, Allen considère qu’il fait le boulot de Dieu/Jésus, sauvant des êtres perdus en les blessant de manière symbolique. Les agressions d'Allen ont donc pour but de corriger leur comportement. L'expiation du sujet est liée à une certaine sorte de douleur ou d'humiliation. Sous l'attitude apparemment misanthrope d'Allen se cache un amour philanthropique pour l'humanité : la violence, la cruauté et la haine d'Allen sont présentées  par Thompson comme des caractéristiques inspirées du Christ. Les actions d'Allen, qui semblent d'abord des actes de simple vengeance et le moyen pour le jeune homme de d'infléchir son injuste destin personnel, apparaissent finalement comme des gestes de rédemption apportant une sorte de salut à pour ceux qu'ils touchent.
D'autres thèmes centraux du roman relèvent des questions existentielles d'identité et de la place de l'individu en société.

## Sources
- Benoît Tadié, Le polar américain, la modernité et le mal, éd. Presses universitaires de France (PUF), 2006.